# Osvaldo Boelcke
Osvaldo Boelcke, född 5 oktober 1920 i Buenos Aires, död 6 juni 1990 i Béccar, San Isidro, var en argentinsk botaniker specialiserad på floran kring Argentina och Chile.
Auktorsnamnet Boelcke kan användas för Osvaldo Boelcke i samband med ett vetenskapligt namn inom botaniken; se Wikipediaartiklar som länkar till auktorsnamnet.